# Markéta Jeřábková
Markéta Jeřábková (Plzeň, 1996. február 8. –) kétszeres bajnokok ligája-győztes cseh válogatott kézilabdázó, balátlövő, a dán Herning-Ikast Håndbold játékosa.

## Pályafutása

### Klubcsapatokban
Hétéves korában, szülővárosában kezdett el kézilabdázni, a HC Plzeň csapatában. 2013-ban lett a Baník Most kézilabdázója. Hat évet töltött el a klubnál, ahol tizennyolcadik életévét betöltve be is mutatkozott a felnőttek között. A csapatnál töltött időszaka alatt minden évben bajnoki címet nyert hazájában, majd 2018-ban Magyarországra, az Érd NK együtteséhez igazolt. Két szezont játszott Érden, majd amikor a csapat pénzügyi nehézségei miatt elengedte szinte az összes meghatározó, felnőttkorú játékosát, Jeřábková a német élvonalban szereplő Thüringer HC-ban folytatta pályafutását. Az Érd színeiben 49 tétmérkőzésen 192 gólt szerzett. A 2021-2022-es szezontól a BL-címvédő norvég Vipers Kristiansand játékosa. Csapatával 2022-ben és 2023-ban megnyerte a BL-t, 2022-ben a négyes döntő legértékesebb játékosának választották, az elődöntőben és a döntőben is ő lőtte csapata legtöbb gólját, összesen 19 gólt szerzett a két mérkőzésen.

### A válogatottban
A cseh felnőtt válogatottban 2014. szeptember 11-én mutatkozott be. Részt vett a 2015-ös, 2017-es, 2019-es, 2021-es és 2023-as világbajnokságon, valamint a 2016-os, 2018-as és 2020-as Európa-bajnokságon. A 2023-as világbajnokságon 63 gólt szerezve gólkirály lett.

## Család
Édesapja, Jaroslav Jeřábek profi labdarúgó volt, pályafutása jelentős részét a prágai Bohemiansban töltötte. Bátyja, Jakub Jeřábek profi jégkorongozó.